# Johann Wilhelm Römer
Johann Wilhelm Römer (* 30. Juli 1938 in Berlin) ist ein deutscher Jurist und Politiker (CDU).

## Leben und Beruf
Nach dem Abitur nahm Römer ein Studium der Rechtswissenschaften auf, das er 1962 mit dem ersten und 1966 mit dem zweiten juristischen Staatsexamen beendete. Er wurde als Rechtsanwalt zugelassen, trat als Regierungsassessor in den rheinland-pfälzischen Landesdienst ein und arbeitete als Justitiar im dortigen Ministerium für Wirtschaft und Verkehr. Seit 1969 fungierte er als Persönlicher Referent des Ministers Hanns Neubauer, seit 1971 als Persönlicher Referent des Ministers Heinrich Holkenbrink, zuletzt als Regierungsdirektor. Von 1990 bis 2001 war er Generalsekretär des Deutschen Roten Kreuzes (DRK).
Römer ist Mitglied der katholischen Studentenverbindungen KDStV Carolus Magnus Saarbrücken (seit 1958), KDStV Merowingia Kaiserslautern und KDStV Vasgovia Landau, alle im CV.

## Öffentliche Ämter
Römer war von 1973 bis 1977 Landrat des Kreises Daun (heute Landkreis Vulkaneifel) und von 1977 bis 1985 Landrat des Kreises Mainz-Bingen. Von 1985 bis 1987 amtierte er zunächst als Staatssekretär im Ministerium für Landwirtschaft, Weinbau und Forsten des Landes Rheinland-Pfalz, von 1987 bis 1990 dann in gleicher Funktion im Ministerium für Umwelt und Gesundheit.

## Ehrungen
- 1996: Bundesverdienstkreuz 1. Klasse